# Yang Guifei
Yang Guifei o Yang Kwei Fei (chino simplificado: 杨贵妃, chino tradicional: 楊貴妃, pinyin: Yáng Guìfēi; literalmente Yang: “Honorable princesa consorte”, Guifei: ”Concubina imperial de alto rango”; 26 de junio de 719 – 15 de julio de 756), nacida como Yang Yuhuan (楊玉環), fue una de las Cuatro Bellezas de la Antigua China. Fue la consorte favorita del Emperador Xuanzong por muchos años, pero fue ejecutada (junto con sus parientes cercanos) luego que las tropas de la Guardia Imperial estuvieron convencidas de que la Rebelión de Anshi fue provocada por la familia Yang.

## Biografía
Yuhuan nació en Yongle, en la prefectura de Pu; fue hija de Yang Xuanyan, un sihu (oficial de finanzas y alimentos) de la prefectura de Shu. Poco después de la muerte de su padre, se casó a la edad de dieciséis años con uno de los hijos del Emperador Xuanzong, Li Mao, Príncipe Shou, de la misma edad; Yuhuan asumió el título de “princesa Shou” (壽王妃).
Tres años después de la muerte de la consorte del Emperador Xuanzong, Wu Huifei, en 737; el consejero eunuco de alto rango Gao Lishi, acordó reunir al emperador con la princesa en el Palacio del Manantial de Xingwen. El emperador quedó cautivado de manera inmediata por ella y quería hacerla su concubina, pero debió hacerlo de una manera discreta. Obligó a la princesa a divorciarse de su esposo el príncipe Li Mao y convertirse en una monja taoísta con el nombre de Taizhen (太真 “Verdad Suprema”), antes de trasladarse a vivir al Palacio Taizhen, como cortesana. Cinco años después, el Príncipe Li Mao tuvo otra esposa, la hija del General Yuan Zhaoxun; en ese momento Yang asumió el título de guifei (consorte imperial en primer grado), diferenciándose del resto del hougong imperial. Desde el momento que el emperador conoció a Yang Guifei, perdió el juicio y se volvió negligente al favorecer los pedidos de su consorte, trayendo consigo el disgusto entre sus subordinados. 
Muchos de los parientes de Yang Guifei recibieron títulos importantes en la corte imperial a través de su influencia:
- su hermana mayor se convirtió en la Dama de Han (韓國夫人). (Nota: el nombre “Han” no corresponde al autónimo de China o a la actual Corea);
- su tercera hermana mayor se convirtió en la Dama de Guo (虢國夫人);
- su octava hermana mayor se convirtió en la Dama de Qin (秦國夫人);
- su primo lejano, Yang Guozhong, se convirtió en un oficial de alto rango y finalmente Ministro Jefe del imperio;
- otros miembros de la familia Yang se casaron con dos princesas Li y dos prefectos.

También recomendó a su cortesano predilecto, An Lushan, de origen turco, como comandante militar, lo que traería consigo consecuencias desastrosas al desatar la Rebelión Anshi, una década después.
El lichi era la fruta preferida de la princesa, pero esta fruta crecía solamente en el sur de China, así que cuando ella quería consumir esta fruta, el emperador desarrolló un servicio de entrega rápida compuesta de relevos de jinetes que cabalgaban desde la capital, Chang'an, hasta el sur del país y viceversa, con el fin de servir dichas frutas. También la princesa fue conocida por sus dotes artísticas, sobre todo en la danza y el canto, actividades preferidas del emperador.
Yang Guifei fue consorte del emperador alrededor de una década, donde se desarrolló de manera pacífica; pero con la aparición de la Rebelión Anshi, iniciada en 755 por Lushan quien se erigió como rival del primer ministro y el Emperador, la capital del imperio fue tomada. Tanto el emperador como la corte tuvieron que escapar a Sichuan. Durante la evacuación, en la localidad de Mawei (en la actual provincia de Shaanxi), los soldados que acompañaban el destacamento imperial se negaron a continuar ya que creían que la familia Yang eran los verdaderos responsables de la sublevación y reclamaron la muerte de Yang Guozhong y de las hermanas Yang. Insatisfechos con la acción, el ejército insistió en que Yang Guifei debía ser ejecutada también; el Emperador hubo de satisfacer la demanda con mucho pesar. Así en 756, ella se ahorcó o fue ahorcada por Gao Lishi.
Al año siguiente, el deprimido emperador intentó rescatar su cuerpo del lugar donde fue ejecutada, pero no fue hallado, así que se erigió una tumba memorial en Xi'an. Tanta era la desdicha del emperador, que cuando llegó a Sichuan decidió abdicar del trono a favor de uno de sus hijos, el Emperador Suzong, y la rebelión no terminaría hasta el 763. Una leyenda japonesa sostiene que ella fue rescatada y escapó a Japón donde vivió el resto de su vida; su nombre en japonés es Yōhiki.
Póstumamente, un poema extenso llamado Chang Hen Ge (長恨歌, literalmente “Canción del sufrimiento perpetuo”) escrito por Bai Juyi (772 – 846), describe el amor del emperador hacia la fallecida princesa y su pena eterna por su pérdida; esta obra es considerada una obra clásica, conocida y memorizada por los escolares chinos posteriormente. La historia de Yang Guifei y el poema Chang Hen Ge también se volvieron populares en el Japón de la era Heian (conocida en japonés como Chōgonka) y fue usado como recurso literario en la novela clásica japonesa  Genji Monogatari de Murasaki Shikibu en el siglo XI; cuya historia comienza con el amor condenado entre un emperador y una consorte, Kiritsubo, que tiene un gran parecido con Yang Guifei.

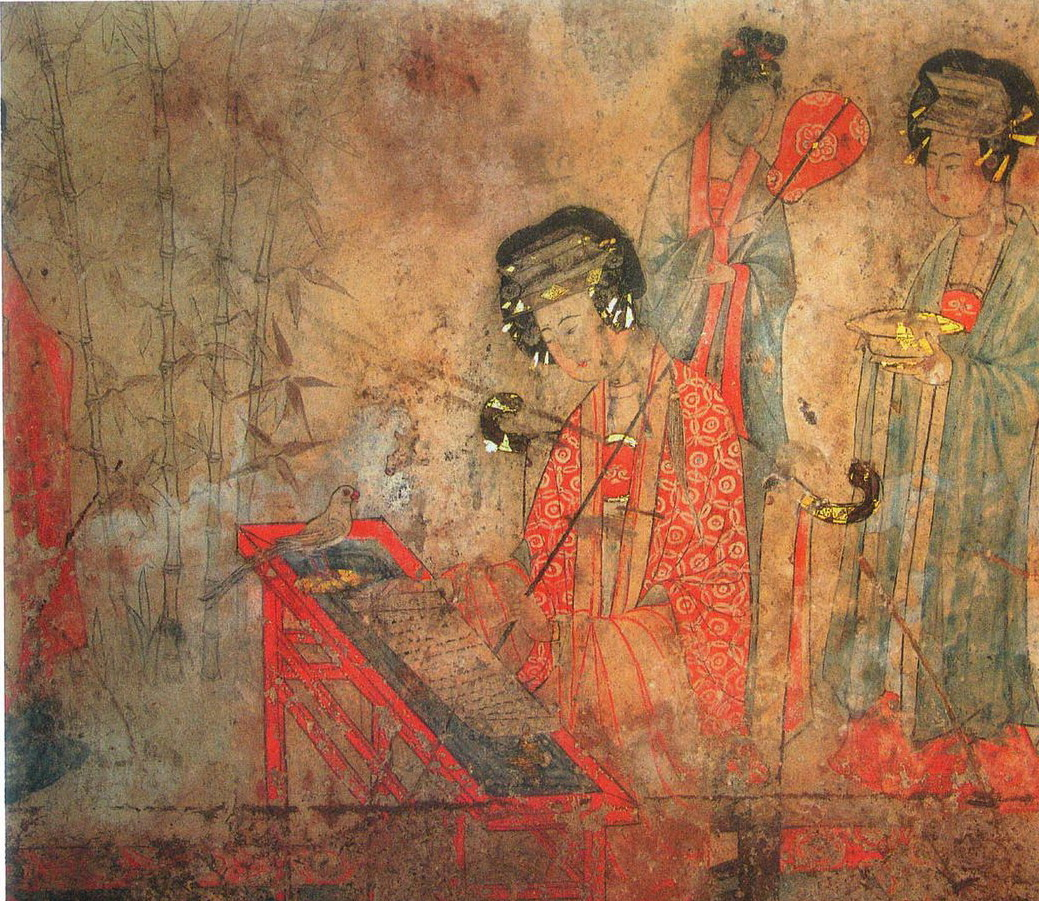
Honorable consorte Yang enseñando a un loro a cantar sutras. Fresco de una tumba de la dinastía Liao, siglo X

La princesa Yang Guifei fue conocida por tener un ligero sobrepeso, que era visto como un símbolo de belleza en ese momento. Ella ha sido comparada y contrastada con Zhao Feiyan, la bella esposa del Emperador Cheng de Han, debido a que Yang era algo obesa y Zhai esbelta. Esta comparación es vista en el modismo chino de cuatro caracteres yanshou huanfei (燕瘦環肥), describiendo el rango de los cuatro tipos de belleza posibles.

## Legado cultural

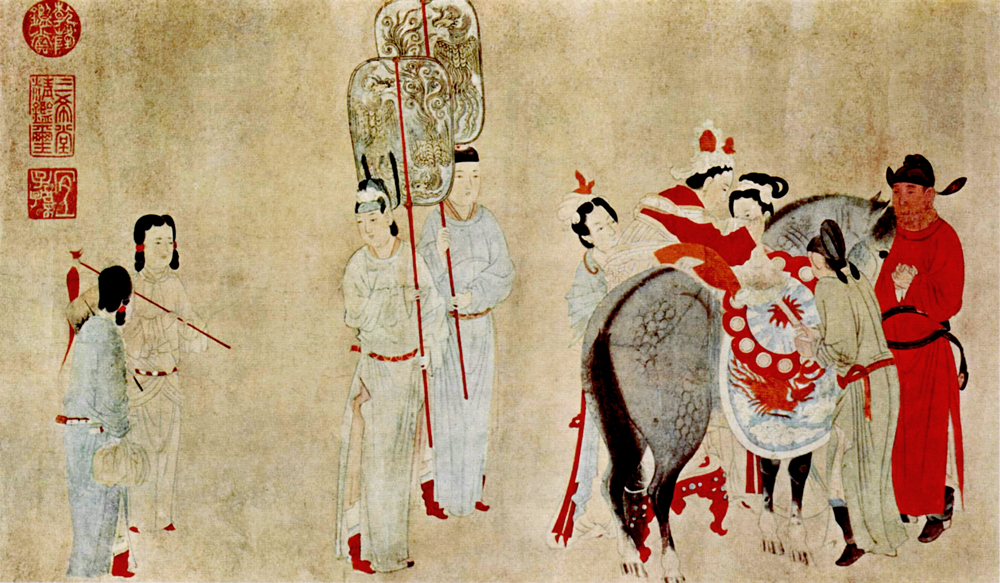
Yang Guifei montando un caballo, por Qian Xuan.

La historia de Yang Guifei ha sido relatada varias veces en diversas obras literarias. Mientras que algunas obras la describen como la causante de múltiples males, otras simpatizan con ella y la consideran una cabeza de turco. Estas historias incluyen:
Literatura
- Chang Hen Ge (長恨歌, “Canción del sufrimiento perpetuo”) por Bai Juyi

Ópera
- Guifei Zuijiu (貴妃醉酒, “Guifei intoxicada”)
- Taizhen Waizhuan (太真外傳, “La biografía no oficial de Taizhen”)
- Mawei Po (馬嵬坡, “La pendiente de Mawei”) por Chen Hong

Novela
- Yang Taizhen Waizhua (楊太真外傳, “La biografía no oficial de Yang Taizhen”)
- Changhen Kezhuan (長恨歌傳, “La canción biográfica del sufrimiento perpetuo”)
- The Court of the Lion (novela moderna en inglés) por Eleanor Cooney y Daniel Altieri (ISBN 0-87795-902-1)
- “El mono favorito de la Casa Tang” (Любимая мартышка дома Тан, novela moderna en ruso) por Master Chen (ISBN 5-98695-025-9)

Drama
- Changshen Dian (長生殿, “El pabellón de la longevidad”), obra de la dinastía Qing
- Mocheng Jian (磨塵鑒, “El espejo de arena molida”), obra de la dinastía Ming
- Jinghong Ji (驚鴻記, “Los registros de la fatal grandeza”), obra de la dinastía Ming
- Caihao Ji (彩毫記, “Los registros del cabello colorido”), obra de la dinastía Ming
- Tang Minghuang Qiuye Wutong Yu (唐明皇秋夜梧桐雨, “El Emperador Ming de la China Tang en una noche de otoño con nuez cola y lluvia”), por Bai Pu, obra de la dinastía Yuan
- Algunas obras del teatro nō japonés están basadas en su historia.

Películas
- Yōkihi (楊貴妃, 1955) por Kenji Mizoguchi
- Yang Kwei Fei (“La maravillosa concubina”, 1962), dirigido por Li Han Hsiang

Televisión
- The Legend of Lady Yang (TVB), protagonizado por Anne Heung